# Chiesa di Sant'Antonio Abate (Matera)
La chiesa Sant'Antonio Abate fa parte del complesso delle chiese rupestri di Matera.

## Descrizione
La chiesa, dedicata a Sant'Antonio abate, presenta un impianto longitudinale. L'ingresso, preannunciato da un piccolo pronao è caratterizzato da una rilevata cornice.. L'interno è a pianta rettangolare e si articola in tre navate suddivise da quattro pilastri.
La navata centrale offre alte e modellate nicchie sui pilastri; lo stesso avviene per la navata di sinistra. Questa si articola in tre settori: il primo ha una finestrella contenuta in una cornice; il secondo ha tre nicchie minori affiancate; il terzo oggi è diroccato per l'apertura di un ingresso secondario.
La chiesa presenta un soffitto ben modellato. La navata di destra e quella centrale hanno il soffitto a tenda; quello della navata di sinistra, invece, è più arcuato. In passato le nicchie della navata centrale contenevano svariate pitture murali; oggi, invece, ritroviamo al loro interno solo poche immagini. La più importante è quella del Santo Monaco Antonio Abate, che ottiene movimento dalla fluente barba bianca. In un'altra nicchia vi è l'immagine barocca di un S. Sebastiano, di alcuna espressione..
Sulla parete di fondo della navata di sinistra appare un riquadro dedicato alla Madonna orante che assiste il lavoro nei campi..